# La Poste (nouvelle)
Pour les articles homonymes, voir La Poste.
La Poste est une nouvelle de sept pages d’Anton Tchekhov, publiée en 1887.

## Historique
La Poste est initialement publiée dans la revue russe Le Journal de Pétersbourg, numéro 252, du 14 septembre 1887, sous le pseudonyme A. Tchekhonte.

## Résumé
Mikhaïlo est étudiant. Il doit reprendre le chemin de l’université après les congés d’été. Le receveur du bureau de poste accepte qu'il parte dans la tarantass avec les sacs de courrier. 
En route, il essaie de faire la conversation avec le postier, mais ce dernier n'aime pas parler. Il paraît même hostile. 
Le froid, la nuit, la solitude, les chevaux qui s'emballent, enfin la gare. Mikhaïlo remercie le postier et se demande après qui ce dernier est en colère.

## Extraits
Le postier : « Ce que vous aimez parler, ma parole! Vous ne pouvez pas voyager sans rien dire. »

## Édition française
- La Poste, traduit par Édouard Parayre, Éditions Gallimard, Bibliothèque de la Pléiade, 1970  (ISBN 2-07-010550-4)